# Бен Адир
Бен Адир (наст. имя и фамилия Авром Ошерович Розин; 26 января 1878, Круча, Могилёвская губерния — 14 ноября 1942, Нью-Йорк) — еврейский писатель и общественный деятель, редактор, журналист, один из лидеров движения СЕРП. Племянник Ш. Аронсона.
Родился в мещанской семье торговца зерном Ошера Моисеевича Розина. Мать Бен Адира была дочерью раввина общины Кручи, у которого первый позднее получал религиозное образование. В шестнадцать лет переехал в Одессу с целью дальнейшего обучения и там впервые встретился с социлистическими и сионистскими идеями. Со второй половины 1890-х участвовал в социалистическом подполье Минска. После Всемирного сионистского конгресса встал на сионистские позиции, опубликовал свою единственную статью на иврите. В 1901 г. переехал в Париж, чтобы там продолжить обучение, но вернулся в Российскую империю спустя лишь два года. После Кишинёвского погрома критиковал сионизм, будучи сторонником территориализма.
В 1903 г. стал одним из основателей еврейского социалистического движения «Возрождение», редактировал одноимённое периодическое издание. В 1906 г. принял участие в создании еврейской социалистически-территориалистской партии СЕРП (т. н. сеймисты), впоследствии член её центрального комитета, редактор периодических изданий «Серп» и «Голос народа» (идиш פאָלקסשטימע‎) на русском языке и идише соответственно. После слияния СЕРП и ССРП в ОСЕРП (на идише часто просто «Объединённая», идиш פאַראײניקטע‎) в 1917 г. продолжил работу в ЦК и редактировал новые издания «Новое время» (идиш די נײַע צײַט‎) и «Еврейский пролетарий» (идиш דער ייִדישער פּראָלעטאַריער‎). В 1919 г. вышел из партии из-за роста марксистских настроений, а в 1921 г. эмигрировал в Литву, затем в Германию. Там в 1925 г. опубликовал сборник эссе и статей «В водовороте жизни и мысли» (идиш אין כאַאָס פון לעבן און דענקען‎), редактировал еврейскую социалистическую газету «Свободное слово» (идиш דאָס פרײַע וואָרט‎), выступая против большевизма. В 1935 г. основал Фрайланд-лигу, после эмиграции в США в 1940 г. редактировал периодическое издание «На пороге» (идиш אויפן שוועל‎), которое выпускается и по сей день. Один из инициаторов создания и редакторов «Общей энциклопедии» (идиш אַלגעמיינע ענציקלאָפעדיע‎) на идише (издавалась с 1936 г.).